# Liste des sénateurs de l'Algérie française
Cette page recense l'ensemble des sénateurs français élus dans les anciennes circonscriptions d'Algérie.

## Liste des sénateurs d'Algérie sous la Troisième République

### Alger
- Maurice Colin
- Jacques Duroux
- Paul Gérente
- Ferdinand Lelièvre
- André Mallarmé
- Alexandre Mauguin

### Oran
- Eugène Étienne
- Jules Gasser
- Rémy Jacques
- Auguste Pomel (Auguste-Nicolas)
- Pierre Roux-Freissineng
- Marcel Saint-Germain
- Paul Saurin

### Constantine
- Charles Albert Aubry
- Paul Cuttoli
- Dominique Forcioli
- Georges Lesueur
- Marcel Jacques Lucet (ou juste Jacques)
- Alcide Treille

## Liste des sénateurs d'Algérie sous la Quatrième République

### Alger
- Henri Borgeaud
- Ahmed Boumendjel
- Marhoun Ferhat
- Fernand Lemoine
- Léon Muscatelli
- Marcel Rogier
- Hadj Ahmed Cherif Saadane
- Abdelkader Saiah
- Menouar Saïah
- Laurent Schiaffino
- Abdennour Tamzali

### Constantine
- Hocine Ahmed-Yahia
- Jacques Augarde
- Mohamed Salah Bendjelloul
- Chérif Benhabyles
- Abdesselam Benkhelil
- Marcel Delrieu
- Henry Doumenc
- Abdallah Mahdi
- Eugène Meyer
- El-Hadi Mostefaï
- Abdelmadjid Ourabah
- Cherif Sisbane
- Albert Tucci
- Jules Valle

### Oran
- Abdel-Kader Benchiha
- Khelladi Benmiloud
- René Enjalbert
- Henri Fouques-Duparc
- Jules Gasser
- Étienne Gay
- Camille Larribère
- Abdelkader Mahdad
- Chérif Sid Cara
- Ahmed Tahar

## Liste des sénateurs d'Algérie sous la Cinquième République (exclusivement durant la première législature, de 1958 à 1962)

### Alger
- Youssef Achour
- Labidi Neddaf
- Gilbert Paulian
- Laurent Schiaffino

### Tizi-Ouzou
- Mohamed Abdellatif
- Abdennour Belkadi
- Salah Benacer
- Roger Marcellin
- Mohamed Megdoud

### Orléansville-Médéa
- Brahim Benali
- Mouaouia Bencherif
- René Montaldo
- Menad Mustapha

### Oran-Tlemcen
- Mohamed Belabed
- Sliman Belhbich
- René Enjalbert
- Étienne Gay
- Djilali Hakiki

### Mostaganem-Tiaret
- Ahmed Chabaraka
- Manuel Ferré
- M'hamed Kheirat
- Fernand Malé
- Benaissa Sassi

### Constantine
- Chérif Benhabyles
- Ahmed Bentchicou
- Ahmed Boukikaz
- Mohamed Lakhdari
- Léopold Morel

### Setif-Batna
- Claude Dumont
- Mohammed Gueroui
- Mohamed Mokrane
- Abdelkrim Sadi
- Mouloud Yanat

### Bône
- Amar Beloucif
- Gabriel Burgat
- Hacène Ouella

### Saoura
- Cheikh Al Sid Cheikh

### Oasis
- Ali Merred